# Bajaraagijn Naranbaatar
Bajaraagijn Naranbaatar (mong. Баяраагийн Наранбаатар; ur. 11 marca 1980) – mongolski zapaśnik w stylu wolnym. Trzykrotny olimpijczyk. Dwunasty w Atenach 2004, szesnasty w Pekinie 2008 i dziewiętnasty w Londynie 2012 w kategorii 55 kg.
Siedmiokrotny uczestnik mistrzostw świata, srebrny medalista w 2007 i brązowy w 2005. Piąty na igrzyskach azjatyckich w 2006. Srebrny medal w mistrzostwach Azji w 2004. Trzeci w Pucharze Świata w 2002 roku. Trzeci w Pucharze Azji w 2003. Pierwszy na uniwersjady w 2005. Złoty medalista uniwersyteckich MŚ w 2006 po dyskwalifikacji zwycięzcy walki finałowej Rosjanina Alexei Zudaeva.
- Turniej w Atenach 2004

W pierwszej walce pokonał Irańczyka Babaka Nurzada a potem przegrał z reprezentantem Korei Południowej, Kim Hyo-seopem.
- Turniej w Pekinie 2008

Uległ w pierwszej walce Rosjaninowi Biesikowi Kuduchowi i odpadł z turnieju.
- Turniej w Londynie 2012

Przegrał pierwszy pojedynek z Irańczykiem Hasanem Rahimi.